# (12008) Kandrup
(12008) Kandrup ist ein die Marsbahn kreuzender Asteroid des Hauptgürtels, der am 11. Oktober 1996 vom US-amerikanischen Astronomen Timothy B. Spahr an der Catalina Station (IAU-Code 693) auf dem Gipfel des Mount Bigelow in den Santa Catalina Mountains in Arizona entdeckt wurde.
Der Asteroid wurde am 6. März 2004 nach dem US-amerikanischen Astrophysiker und Professor an der University of Florida Henry Kandrup (1955–2003) benannt.